# Gaussov problem kruga
Gaussov problem kruga matematički je problem pronalaženja broja točaka kojima su koordinate cijeli brojevi unutar kruga centriranog u ishodištu Kartezijeva koordinatnog sustava.
Ovaj je broj aproksimiran površinom kruga pa se problem razlaže na problem određivanja točne ograde aproksimacijske greške i pravog iznosa površine kruga. Prvi značajan korak ka rješenju napravio je veliki njemački matematičar Carl Friedrich Gauss, po kojemu problem nosi ime.

## Problem
Neka imamo krug u {\displaystyle \mathbb {R} ^{2}} centriran u ishodištu s radijusom {\displaystyle r\geq 0}. Gausssov problem kruga je sada problem određivanja točaka oblika {\displaystyle (m,n)} gdje su oba {\displaystyle m} i {\displaystyle n} cijeli brojevi. Kako je jednadžba kruga dana s {\displaystyle x^{2}+y^{2}=r^{2}}, problem se konkretizira te je ekvivalentan problemu nalaženja parova cijelih brojeva m i n za koje je :{\displaystyle m^{2}+n^{2}\leq r^{2}.}
Rješenje je dano složenim računom numeričke matematike.